# Vélingara
Ne doit pas être confondu avec Vélingara Ferlo.
Vélingara est une commune de Casamance (Sénégal), située à 123 km de Kolda et à 311 km de Ziguinchor. Elle est située dans la région historique du Fouladou.

## Histoire

### De la fondation aux années 1940
Vélingara signifie en Peul « S'il fait bon vivre, viens ». Les atouts naturels de ce site amenèrent certainement Ali Niana Baldé, fondateur du village à s’y établir. Comme toute la région du Fouladou cette partie était giboyeuse et avait des terres fertiles permettant la pratique de l’agriculture. Ce premier village serait fondé vers 1900. Selon Elhadji Diao, né à Vélingara Fulbé vers 1927, sa fondation remonterait à une date plus ancienne sans doute vers 1870. En effet, sur une carte du Fouladou de 1880 est mentionnée une localité du nom de Wélingara qui se situe dans une zone proche de l’emplacement du premier village. Est-ce le village qui donna par la suite naissance à la ville ?
En 1903, les Français annexent le Fouladou après la fuite de Moussa Molo en Gambie. Vélingara fut alors rattaché au nouveau canton de Patim Kandiaye. Celui-ci était dirigé pendant une grande partie de la période qui nous intéresse par Yéro Moulaye Baldé dont le père, Alanso Koumbiry, était déjà sous Moussa Molo à la tête d’une province du Fouladou.

Sous la domination française, Vélingara se développa progressivement. Il devint subdivision en 1924. L'un des premiers chefs de subdivision, Poussy, fut installé en 1931. Auparavant, les infrastructures sanitaire et scolaire furent mises en place. La première école est ouverte en 1924, le premier dispensaire construit en 1930.
Plus tard, des sociétés commerciales entre autres le Saloum, la Compagnie française d’Afrique occidentale (CFAO) s’y installèrent pour la collecte de l’arachide de plus en plus cultivée par les Peulhs.
Le développement du village attira à Vélingara des populations de diverses origines.
Les premiers habitants, comme nous l’avons vu, étaient des Peulhs. Ils constituaient alors l’un des groupes majoritaires de la population. Ils se concentraient à Fulbé, un village à deux kilomètres à peine au Nord-Est de Vélingara Escale, siège de l’administration coloniale. Ces Peulhs, premiers habitants du pays, étaient animistes, selon toutes les personnes interrogées. Ce faible développement de l’islam s’explique. En effet, le Fouladou était le refuge des Peulhs réfractaires à l’islam. Nombre d’entre eux s’y installèrent à la suite des révolutions musulmanes au Bundu, Macina et au Fouta-Toro qui y permirent la constitution de théocraties musulmanes. Cependant, sous Alpha Molo, l’islam connut des progrès surtout au niveau de l’élite. Cette révolution, menée par des esclaves, ce sont eux qui embrassèrent en plus grand nombre l’islam pendant que les nobles demeuraient fidèles à leurs anciennes croyances.
Ces Peulhs furent rejoints plus tard par des Mandingues du Gaabu. L’islam se développa au début du XXe siècle avec l’arrivée massive de ces Gaabunke sous la direction du marabout toucouleur Al Hajj Aali Caam. Les habitants du Gaabu fuyaient alors le régime colonial portugais, plus dur que celui des Français. Le marabout mentionné fonda avec ses talibés beaucoup de villages parmi lesquels Madina Gounass. Mais les musulmans du Gaabu présents à Vélingara étaient des Mandingues originaires de Bijini. C’était un Moricounda, c'est-à-dire un village de marabouts sous domination du Gaabu. Parmi ces Mandingues de Vélingara la tradition a retenu deux noms celui de Sagna Ba samang et d’Abou Samang. Le premier fut choisi par la suite comme imam de la mosquée de Vélingara par Chérif Bécaye, père de Chérif Samsidine AÏdara.
D’autres minorités musulmanes étrangères vivaient à Vélingara. Il s’agissait de Sarakolés, notamment les Soumboundou et Peulhs du Fouta-Djalon, entre autres Ceerno Moustapha Barry et Ceerno Mouminy Ba. Ces derniers se consacraient surtout à l’enseignement du Coran à ces débuts à Vélingara.
Parmi les membres de cette communauté certains venaient du Fouta–Toro. C’est le cas de Racine Djiguo et de Ceerno Mouminy Bâ. Ce petit groupe de musulmans au milieu de Peuls animistes va augmenter lentement avec l’arrivée de nouveaux travailleurs pour le compte des compagnies françaises présentes sur place.
De ce fait, la communauté musulmane commençait à s’organiser sous la conduite de Chérif Bécaye AÏdara. Il nomma le premier imam Sagna Ba Samang, qui choisit l’emplacement de la première mosquée et la délimita.

## Administration
La commune est située dans le département de Vélingara dans la région de Kolda.

## Géographie
À vol d'oiseau, les localités les plus proches sont Diourourou, Kadialin, Badimbour, Kampoto, Bounkiling, Kouadi Bainouk, Kandialon et Maniora Mandingue.
Dakar, la capitale, se trouve à 570 km.

### Physique géologique

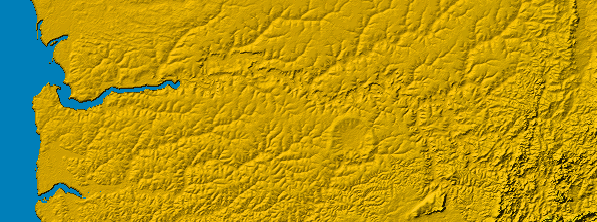
Cratère : impact de météorite dans les environs de Vélingara (document NASA)

À une douzaine de kilomètres au sud de Vélingara on peut observer un cratère d'un diamètre de 48 km, probablement dû à un impact de météorite.
Ce phénomène n'a été connu qu'en 1999. Il a été découvert grâce aux images satellites de la NASA.

### Population
La population est principalement composée de Peuls, de Soninkés, de Wolofs et de Mandingues.
Lors des recensements de 1988 et 2002, Vélingara comptait respectivement 14 068 et 20 806 habitants. En 2007, selon les estimations officielles, la population serait de 23 775 habitants.

### Économie
C'est une ville rurale qui vit principalement du commerce des produits agricoles locaux.

## Culture
En 2007, Vélingara a organisé pour la première fois des journées interculturelles, le Festival international du Carrefour (FESICAR).
Dans cette lancée, un Week-end culturel sera organisé par le lycée Chérif Samsidine Aidara et le Conseil départemental de Vélingara les 15,16 et 17 mai 2015. À cette occasion deux conférences sur le panafricanisme et sur la vie de Nelson Mandela ont été animées par des spécialistes.
En 2013 on a participé à la plus grande compétition de culture de jeunes artistes de la localité dénommée Vélingara Jeunes Talents(VJT) qui se tient chaque année.

## Jumelages
Huy (Belgique) depuis 1993

## Personnalités nées à Vélingara
- Chérif Mohamed Aly Aïdara, fondateur de l'ONG Institut Mozdahir international (IMI)[2]
- Mamadou Baldé, footballeur
- Sanghé Mballo, ingénieur des travaux publics, ancien ministre
- Amadou Beye Balde, ancien député maire de velingara
- Elhadji Souma Baldé, ancien jeune membre du conseil dirigé par Mamadou Dia , par ailleurs membre du (BDS) aujoursd'hui agé de 89ans...en 2001 président de la fédération PDS du département
- Feu Elhadji Diao, Sécrétaire général adjoint du PDS local, par ailleurs Directeur général du #PROMER
- feu Elhadji Pape Maissa Diop, ancien Député, Sécretaire général du PDS
- Me Aliou Sow, ancien directeur général du conseil national de la jeunesse sous le régime de Wade, Directeur général de la #Sapco
- Ibrahima Barry Dianwando, inspecteur des impôts et domaine de Rufisque, fondateur du par #RCD par ailleurs membre de la mouvance présidentielle sous macky
- Aminata Diao Baldé, l'une des plus jeunes députés de la 13e Législature du Sénégal, membre de l'APR le parti de Macky Sall (PR)
- Amadou Woury Diallo, actuel Maire de la commune de vélingara pour son troisième mandat, membre de l'APR également
- Habibou Niang, Personnalité médiatique, Entrepreneur
- Alpha Bocar Baldé, Directeur Général de la SODAGRI, 1er Vice-président du Conseil départementale de Vélingara
- Madame Fatoumata Sabaly, opératrice économique, grande productrice agricole et éleveur au Bassin de l'Anambé
- Assane Guindo Balde, 1er adjoint au Maire de velingara, fils de l'ancien député maire de Velingara décédé en juin 2017.
- Ousseynou Souba Balde fut le premier officier superieur  colonel de larmee senegalaise de la commune de velingara ,fils de lancien  depute maire de velingara.

## Galerie

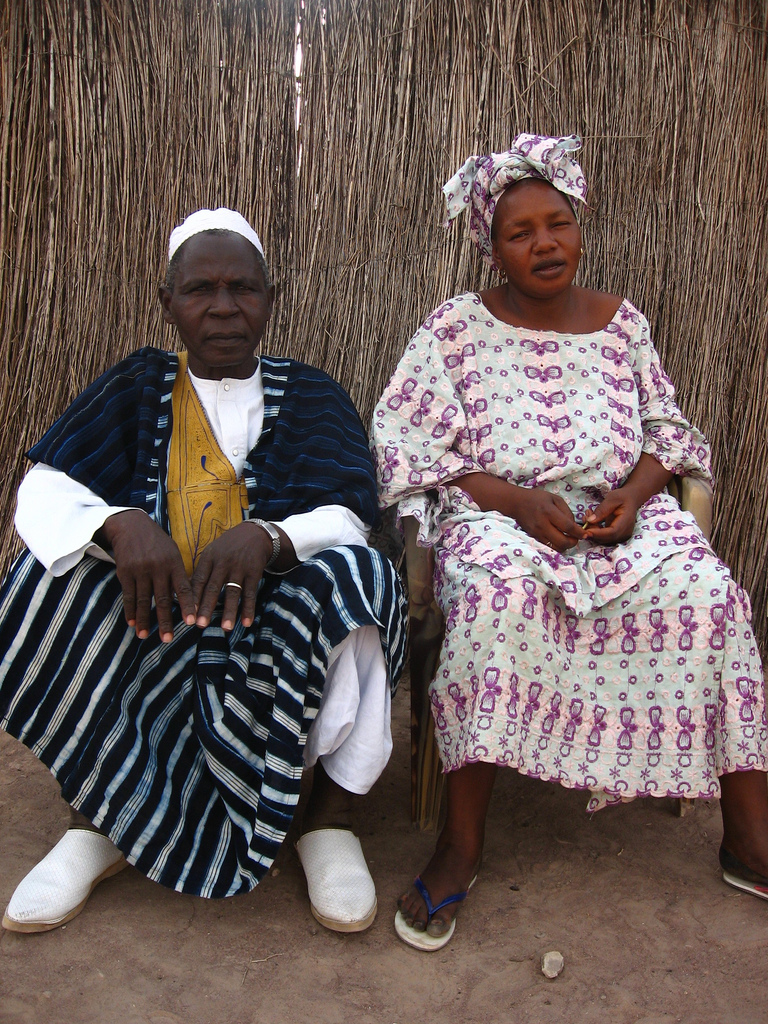
Habitants de Vélingara
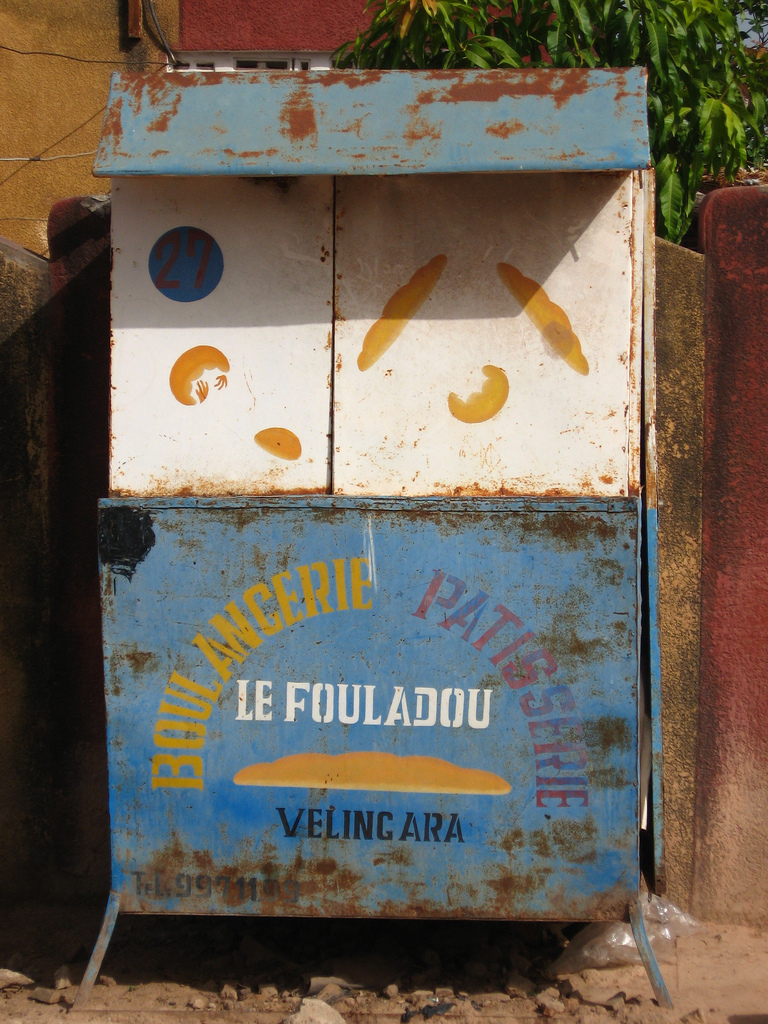
Distributeur de boulangerie
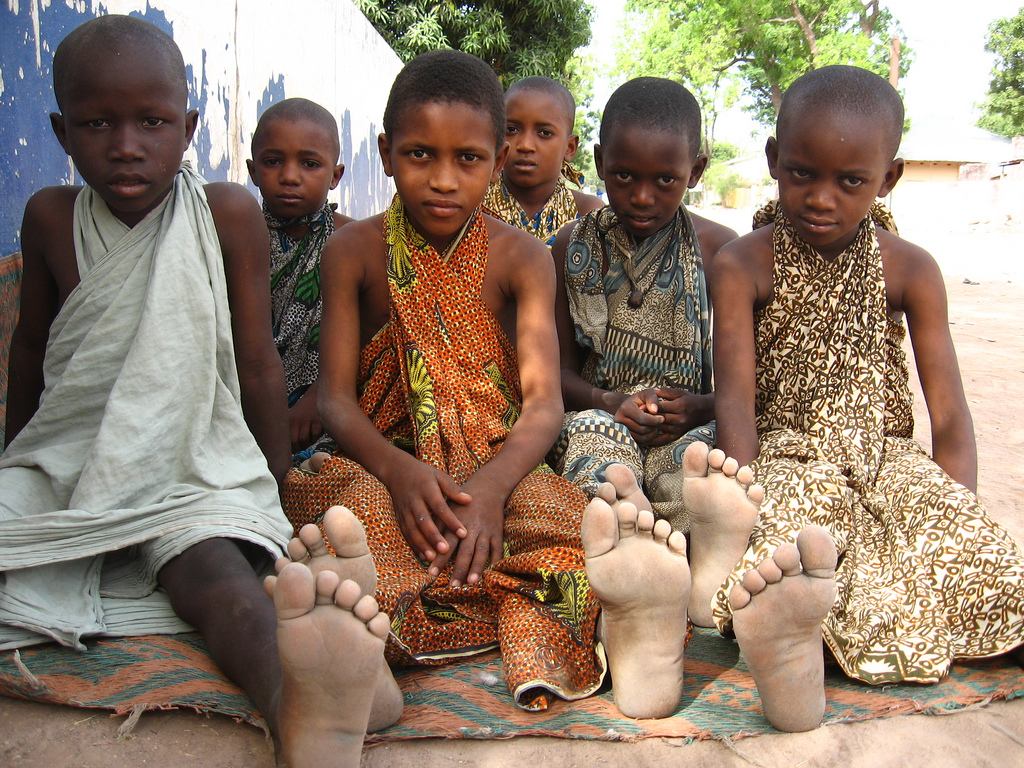
Enfants nouvellement circoncis
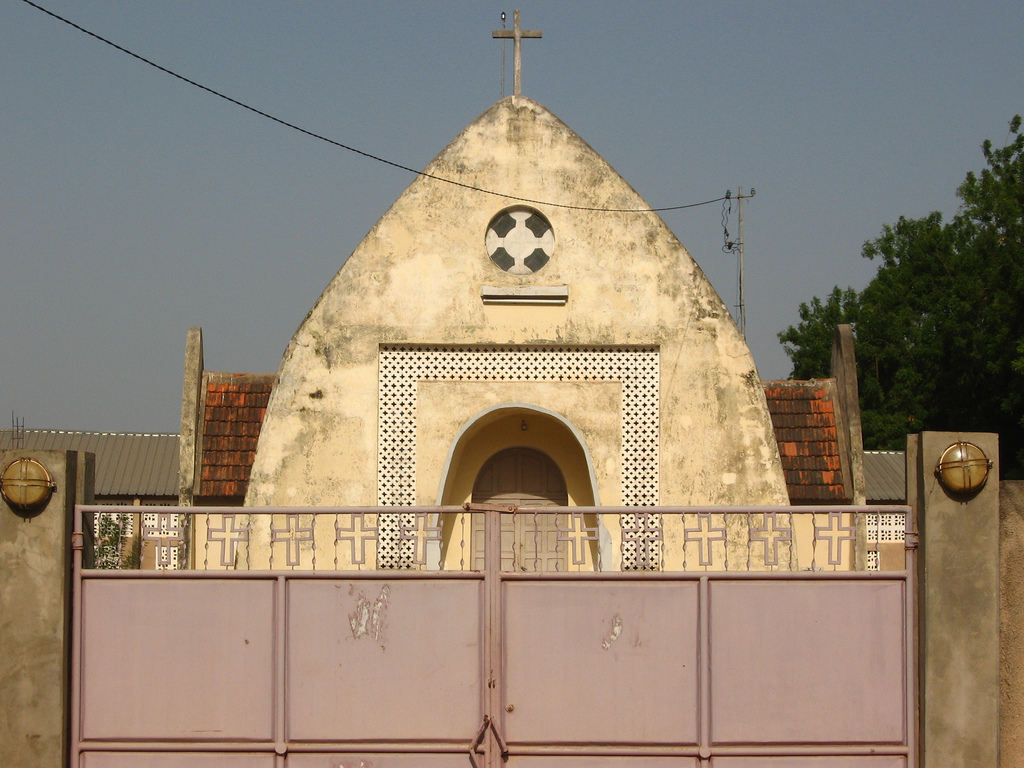
Église
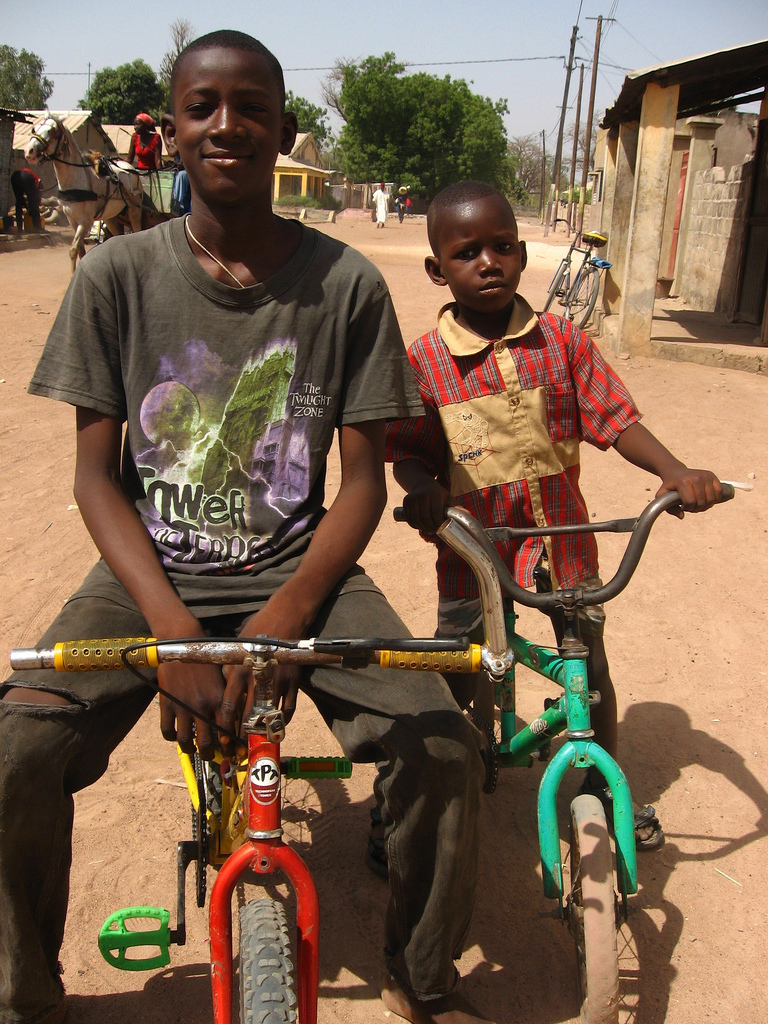
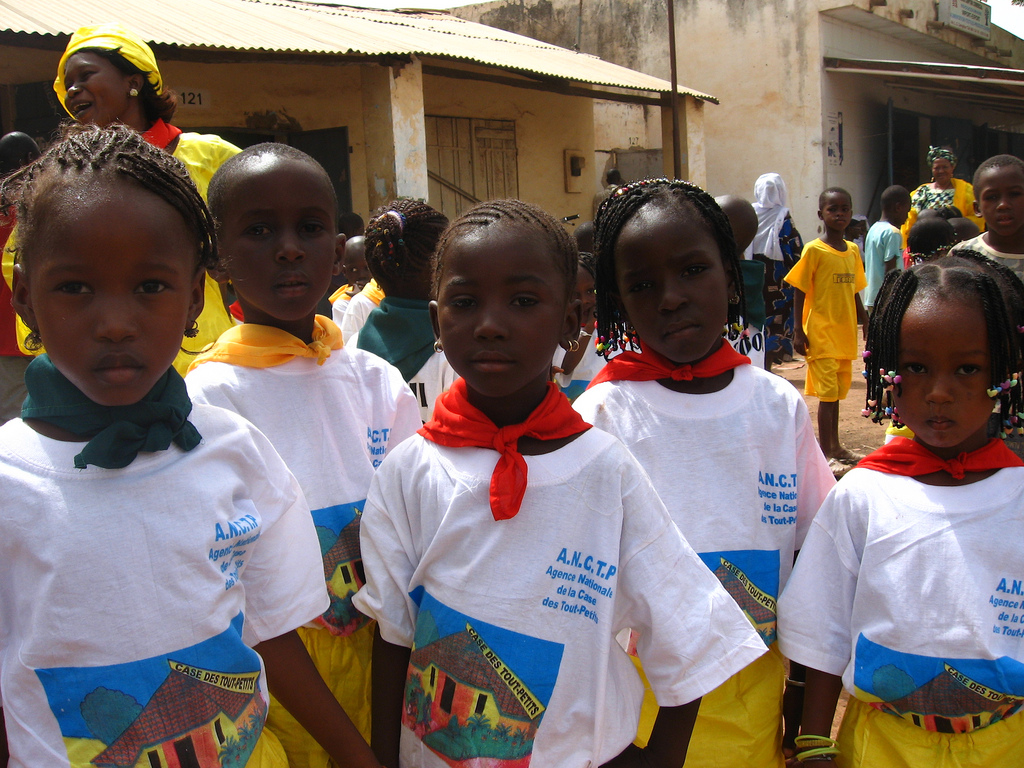
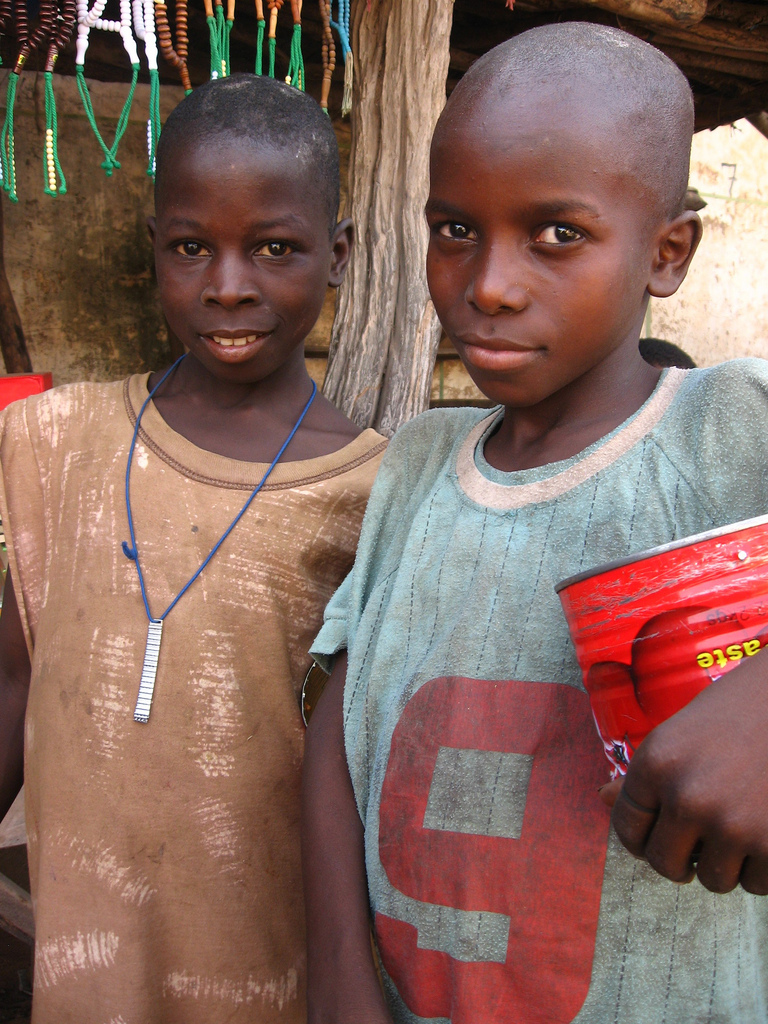